# Pera heteranthera
Pera heteranthera là một loài thực vật có hoa trong họ Peraceae. Loài này được (Schrank) I.M.Johnst. mô tả khoa học đầu tiên năm 1923.